# 브래든 리마스터스

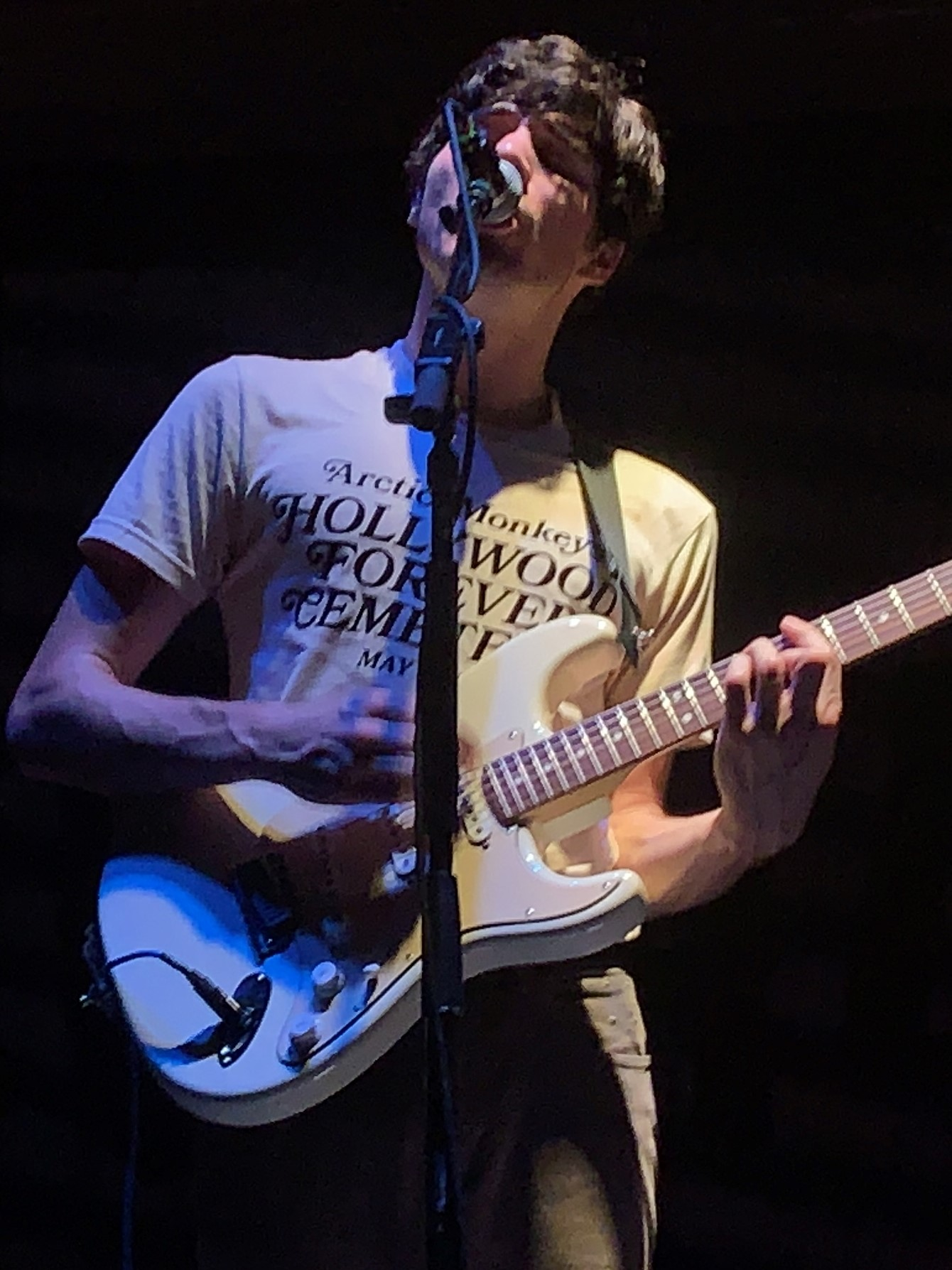

브레이든 러매스터스(Braeden Lemasters, 영어 발음: /ˈbreɪdn/, 1996년 1월 27일 ~ )는 미국의 배우, 음악가, 가수이다.
워런에서 태어났다.

## 방송
- 비트레이얼
- 멘 오브 어 써튼 에이지 2

## 영화
- 비트레이얼 (2013년)
- 크리스마스 스토리 2 (2012년)
- 이지 A (2010년)
- 멘 오브 어 서튼 에이지 (2009년)
- 스텝파더 (2009년) - 숀 하딩 역
- NCIS 시즌6 (2008년) - 노아 타펫 역